# 8 mei
8 mei is de 128ste dag van het jaar (129ste dag in een schrikkeljaar) in de gregoriaanse kalender. Hierna volgen nog 237 dagen tot het einde van het jaar.

## Gebeurtenissen
- Algemeen
  - 1412 - Huwelijk tussen Filips I van Nassau-Weilburg en Isabella van Lotharingen.
  - 1708 - Hardenberg brandde af als gevolg van een fout van Aaltje Kraak.
  - 1902 - Op Martinique barst een vulkaan uit. Gloeiend hete lava stroomt over de hellingen van de Mont Pelée naar beneden. Ten gevolge van die uitbarsting verliezen vele mensen het leven en wordt de voornaamste stad op het eiland, Saint Pierre, verwoest.
  - 2009 - Immunoloog Mark Waer is verkozen tot nieuwe rector van de Katholieke Universiteit Leuven.

- Economie
  - 413 - Keizer Honorius vaardigt een edict voor belastingverlaging uit, met name in de Italiaanse provincies Toscane, Campania, Picenum, Apulië en Calabrië. Dit vanwege de schade die de provincies hebben opgelopen, door de rooftochten van de Goten.
  - 1886 - De eerste Coca-Cola wordt verkocht.

- Infrastructuur
  - 1980 - In het Nederlandse stads- en streekvervoer wordt de Nationale Strippenkaart ingevoerd als onderdeel van het nationaal tariefsysteem.

- Kunst en cultuur
  - 2017 - De Nederlandse schrijver Alfred Birney wint de Libris Literatuur Prijs voor zijn roman De tolk van Java.[1]
  - 2023 - Schrijfster Anjet Daanje ontvangt in cultuurhuis Felix Meritis in Amsterdam de Libris Literatuur Prijs voor haar roman Het lied van ooievaar en dromedaris. Het is volgens de jury een "roman van internationale allure die grens- en genre-overstijgend is".[2]

- Media
  - 1995 - Dagblad De Telegraaf ziet de oplage weer verder stijgen in het eerste kwartaal van 1995, nadat de combinatie De Telegraaf/Courant Nieuws van de Dag in 1994 een record van meer dan 800 duizend exemplaren per dag heeft bereikt.
  - 2007 - Het eerste nummer van het gratis dagblad DAG verschijnt.

- Muziek
  - 1970 - Het Beatles-album Let It Be komt uit.[3]

- Oorlog

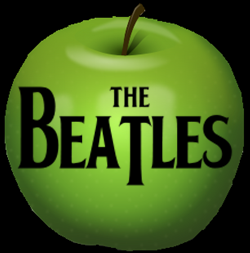
Logo The Beatles

  - 1429 - Honderdjarige Oorlog - Frankrijk verslaat Engeland nabij Orléans onder leiding van Jeanne d'Arc.
  - 1654 - Vrede van Westminster wordt ondertekend, einde van de Eerste Engels-Nederlandse Oorlog.
  - 1667 - Begin van de devolutieoorlog tussen Frankrijk en Spanje, uitgevochten op het grondgebied van de Spaanse Nederlanden.
  - 1945 - Duitsland capituleert, waarmee de Tweede Wereldoorlog in Europa ten einde komt.
  - 2016 - Bij een busongeluk in Afghanistan komen zeker 52 mensen om het leven. Nog eens 73 mensen raken gewond als twee bussen en een tankwagen op elkaar botsen.

- Politiek
  - 1304 - Volgens de eerste gildebrief krijgen de Utrechtse gilden het stadsbestuur in handen. Het Utrechtse Smedengilde bestaat nog.
  - 1949 - De nieuwe grondwet van West-Duitsland wordt goedgekeurd. Ze zal op 23 mei in werking treden.
  - 1988 - Herverkiezing van François Mitterrand als president van Frankrijk met 54% van de stemmen tegen 46% voor Jacques Chirac.
  - 1995 - Na bijna twintig jaar van vergeefse pogingen door eerdere regeringen slaagt de Italiaanse premier Lamberto Dini erin met de vakbonden een akkoord te sluiten over bezuinigingen op de staatspensioenen.
  - 2012 - Zuid-Afrika is volgens een rechter in Pretoria volkenrechtelijk verplicht aanklachten te onderzoeken dat gezagsdragers in het buurland Zimbabwe verantwoordelijk zijn voor grove schendingen van de mensenrechten.
  - 2015 - De Zuid-Afrikaanse politie valt een methodistenkerk in Johannesburg binnen en pakt daar honderden immigranten op.

- Recreatie

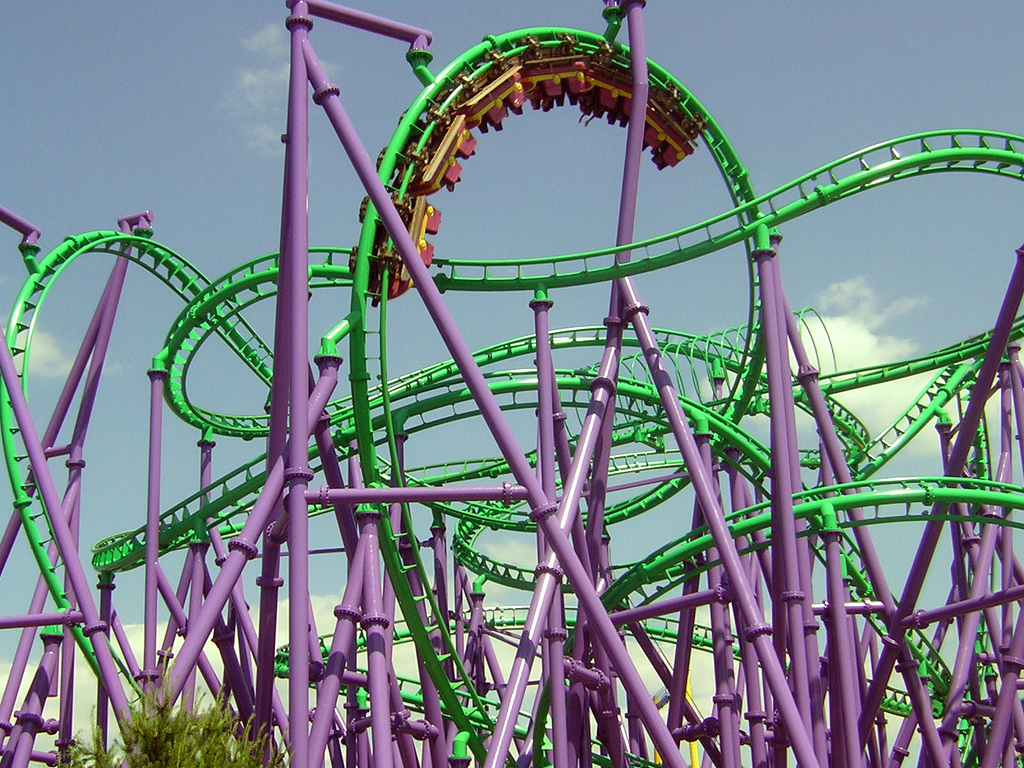
The Joker's Jinx

- - 1999 - In Six Flags America wordt de attractie The Joker's Jinx geopend.

- Religie

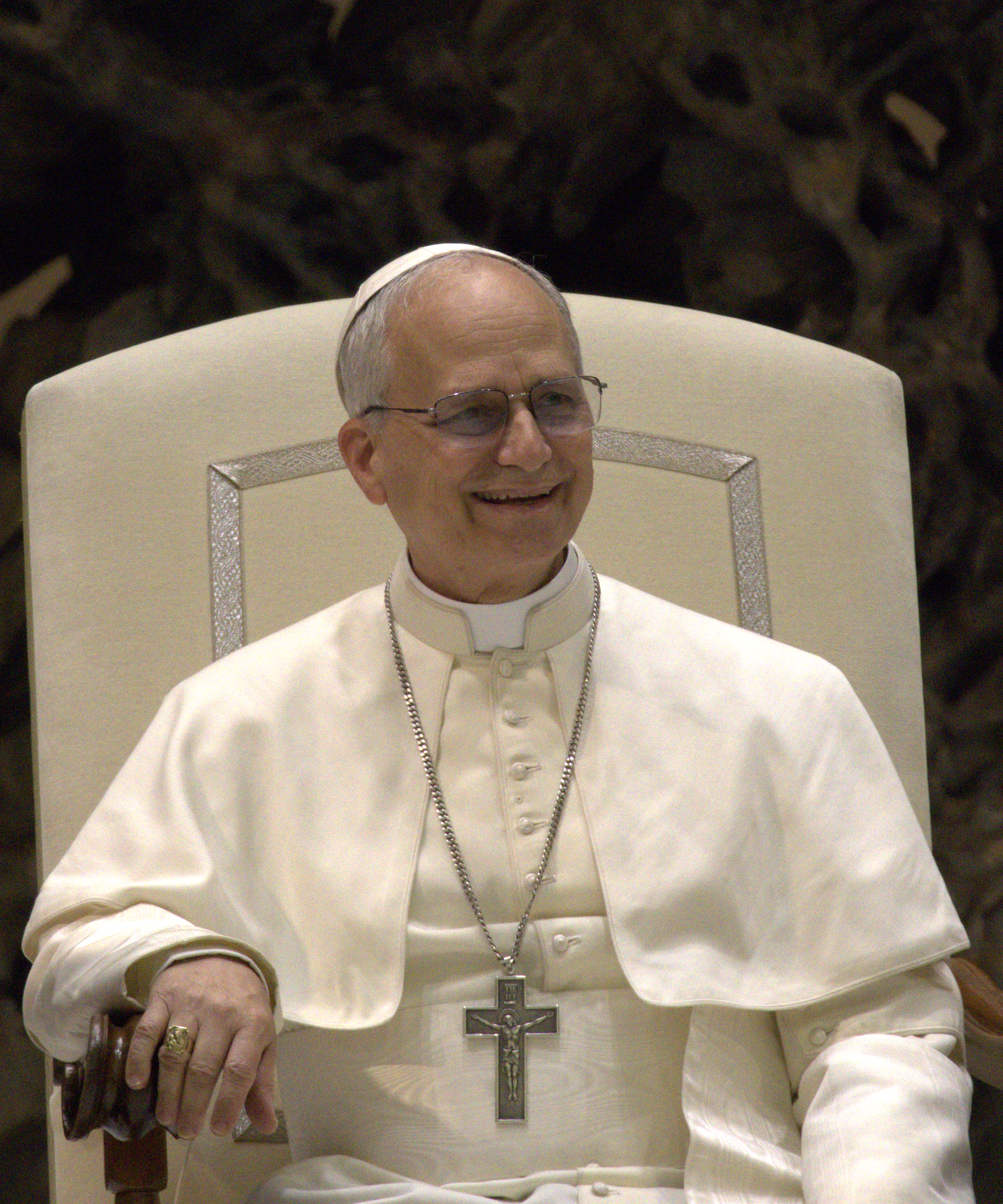
Paus Leo XIV

- - 1721 - Kardinaal Michelangelo dei Conti wordt gekozen tot Paus Innocentius XIII.
  - 1774 - Volgens de Friese predikant Eelko Alta zou de wereld op deze dag vergaan vanwege een samenstand van de planeten Mars, Venus, Jupiter, Mercurius en de maan.
  - 1887 - Het Leger des Heils start zijn evangelisatiewerk in Nederland met de eerste openbare bijeenkomst in Amsterdam.
  - 1985 - De Acht Meibeweging wordt opgericht naar aanleiding van het bezoek van Paus Johannes Paulus II aan Nederland.
  - 2025 -  De Amerikaan Robert Prevost wordt gekozen tot 267e paus. Hij kiest de naam Leo XIV.[4]

- Sport
  - 1984 - In Nantes wordt het Stade de la Beaujoire officieel geopend.
  - 1984 - De Sovjet-Unie kondigt aan de Olympische Zomerspelen 1984 in Los Angeles te zullen boycotten.
  - 1995 - De Zuid-Afrikaanse snookerspeler Peter Francisco wordt voor vijf jaar uitgesloten van wedstrijden. De WPBSA, de profbond in het snooker, acht hem na een onderzoek schuldig aan "disciplinair wangedrag", het manipuleren van wedstrijd-uitslagen.
  - 1995 - Jesús Gil y Gil mag acht maanden geen functie bekleden in het Spaanse voetbal. De bond legt de voorzitter van Atlético Madrid die straf op wegens beledigende uitlatingen aan het adres van de Spaanse arbiters.
  - 1999 - Souleymane Oulare van Racing Genk wint de Ebbenhouten Schoen als beste voetballer van Afrikaanse afkomst in de Belgische Jupiler Pro League.
  - 2000 - Nzelo Lembi van Club Brugge wint voor de eerste keer de Ebbenhouten Schoen als beste voetballer van Afrikaanse afkomst in de Belgische Jupiler Pro League.
  - 2002 - Feyenoord wint de UEFA Cup door Borussia Dortmund in de finale met 3-2 te verslaan.
  - 2011 - FC Twente wint voor de derde maal in de geschiedenis de KNVB beker. Het wint de finale van het toernooi met 3-2 van titelverdediger Ajax.
  - 2011 - De hockeysters van HGC degraderen uit de hoofdklasse na een 8-1 nederlaag op de voorlaatste speeldag tegen HC Den Bosch.
  - 2016 - PSV wint voor de tweede maal op rij de eredivisie.
  - 2017 - Voetballer Youri Tielemans van RSC Anderlecht wordt verkozen tot beste speler van Afrikaanse afkomst in de Belgische Jupiler Pro League en wint de Ebbenhouten Schoen.
  - 2023 - Lionel Messi ontvangt in Parijs de Laureus World Sports Award voor beste mannelijke atleet. De prijs van beste sportvrouw is voor Shelly-Ann Fraser Pryce.[5]

- Wetenschap en technologie
  - 1962 - De eerste testvlucht van NASA's nieuwe Centaur rakettrap, ontworpen om zwaardere ladingen te kunnen lanceren, mislukt door een explosie veroorzaakt door een beschadiging van de brandstoftank.[6]
  - 1971 - Mislukte lancering van Mariner 8. Deze was bedoeld om in een baan om Mars onderzoek te doen.
  - 2007 - In Herodion wordt door Israëlische archeologen het graf van Herodes I ontdekt.
  - 2023 - Het Chinese ruimtevliegtuig dat is gelanceerd op 4 augustus 2022 landt na een missie van 276 dagen op lanceerbasis Jiuquan.[7]

## Geboren

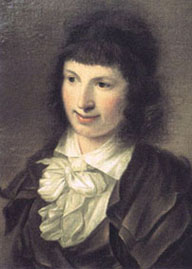
Marianne Kraus
geboren in 1765

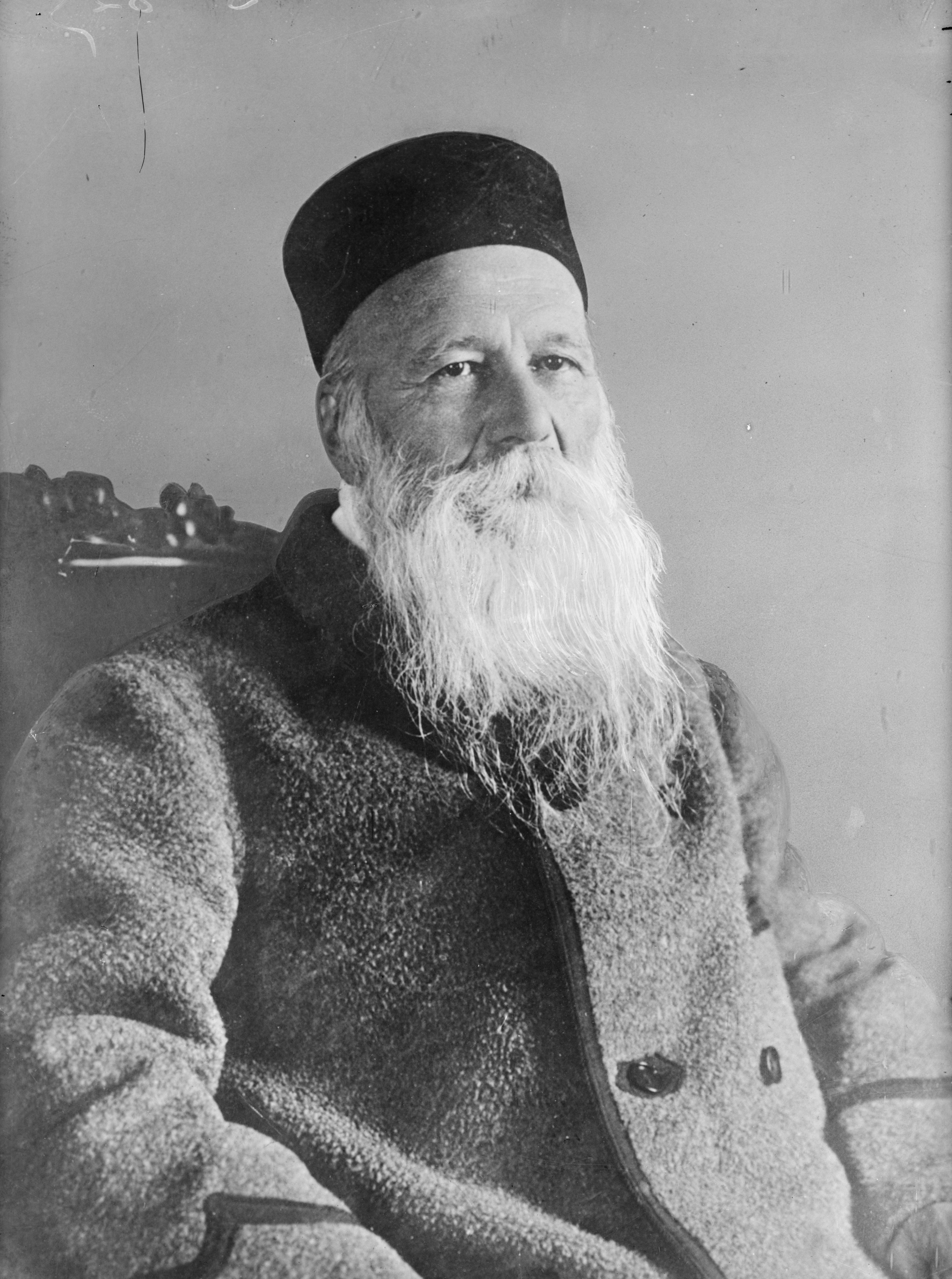
Henri Dunant
geboren in 1828

David Attenborough
geboren in 1926

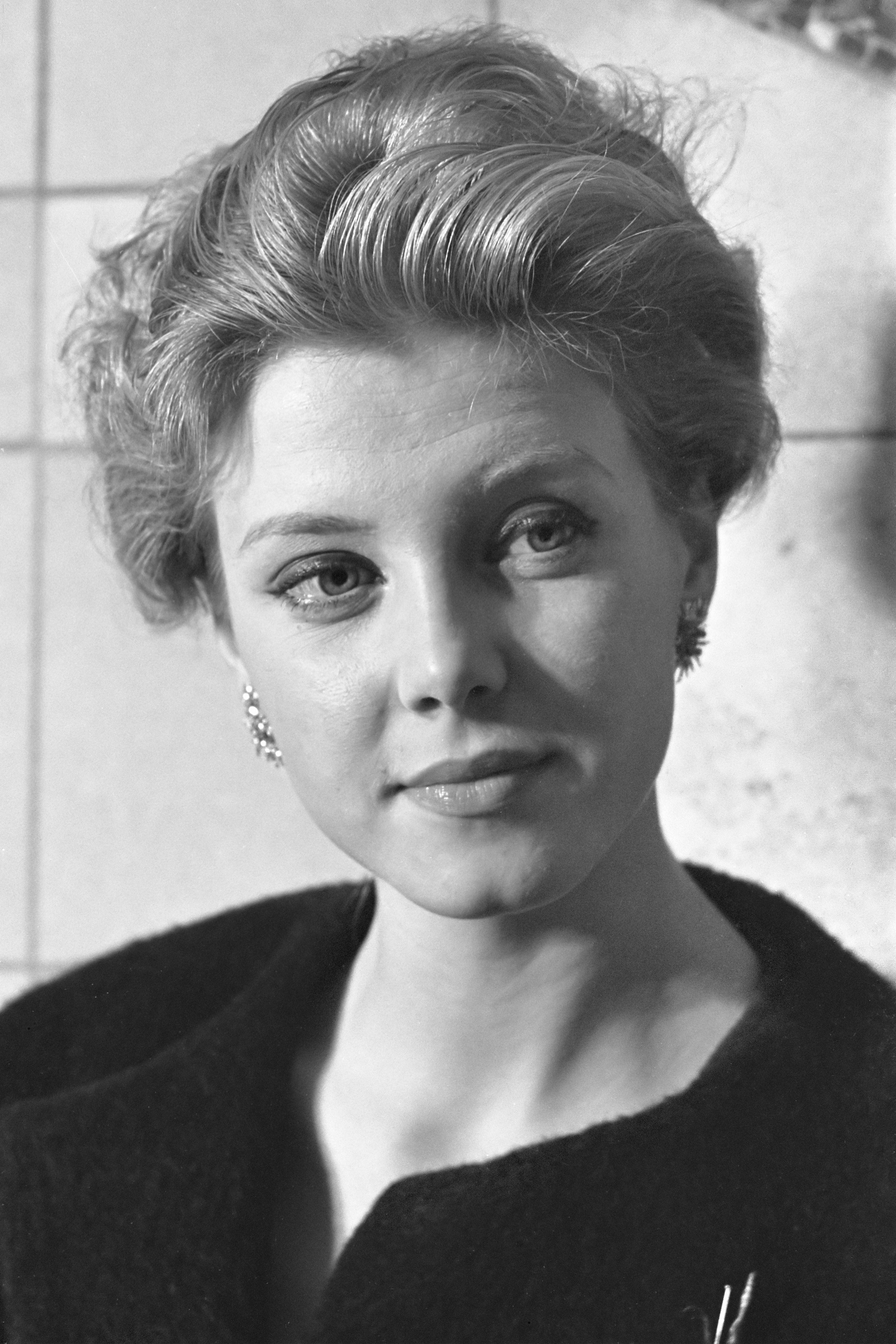
Miss World 1959 Corine Rottschäfer
geboren in 1938

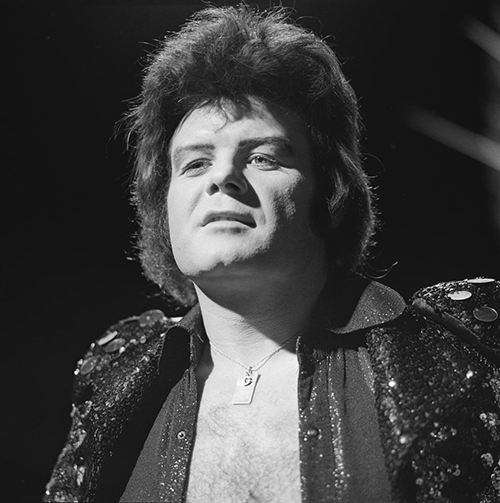
Gary Glitter (hier in 1973 bij TopPop)
geboren in 1944

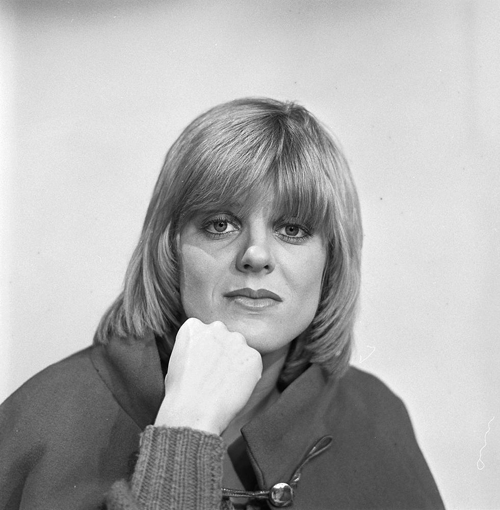
Simone Kleinsma
geboren in 1958

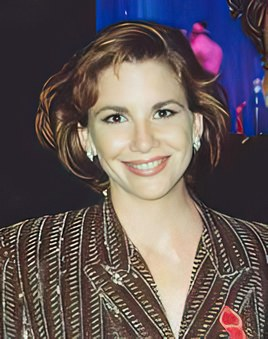
Melissa Gilbert
geboren in 1964

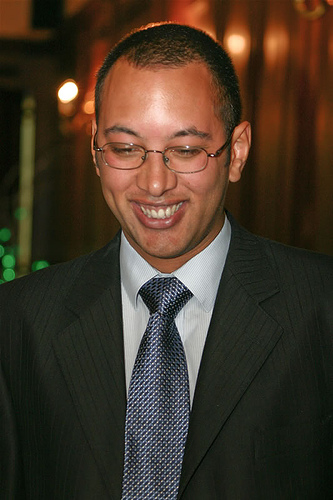
Jon Tickle
geboren in 1974

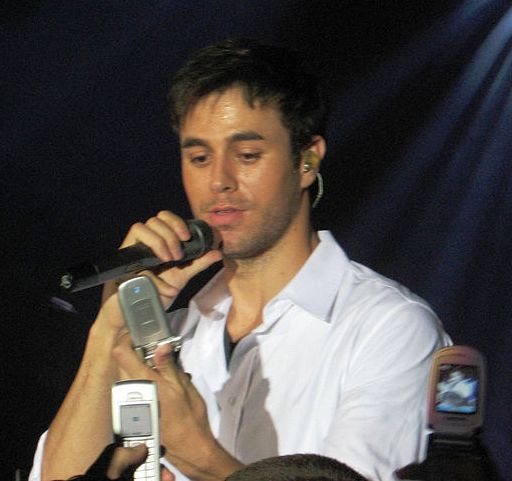
Enrique Iglesias
geboren in 1975

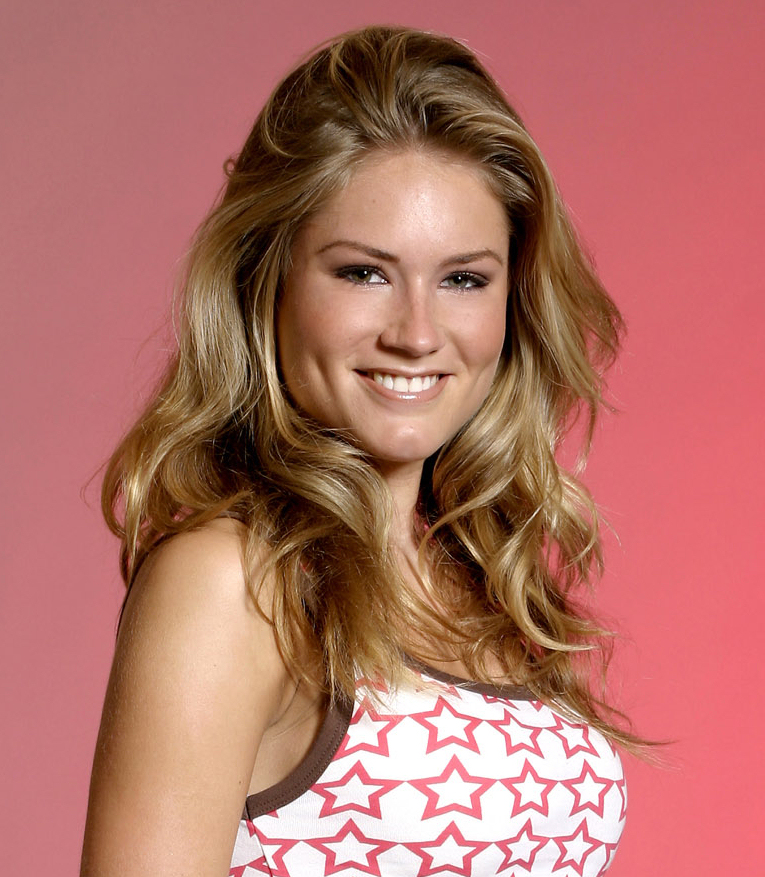
Nikkie Plessen
geboren in 1985

- 1467 - Adalbert van Saksen, diocesaan administrator van het keurvorstendom Mainz (overleden 1484)
- 1521 - Petrus Canisius, Nederlands theoloog en heilige (overleden 1597)
- 1639 - Giovan Battista Gaulli, Italiaans barokschilder (overleden 1709)
- 1686 - Maria Albertina van Nassau-Usingen, regentes van Ortenburg (overleden 1768)
- 1763 - Johannes Goldberg, Nederlands politicus (overleden 1828)
- 1765 - Marianne Kraus, Duits kunstschilder en hofdame (overleden 1838)
- 1783 - Thomas Bibb, Amerikaans politicus (overleden 1839)
- 1790 - Antonie Sminck Pitloo, Nederlands kunstschilder (overleden 1837)
- 1797 - John Septimus Roe, ontdekkingsreiziger en eerste landmeter-generaal van West-Australië (overleden 1878)
- 1828 - Henri Dunant, Zwitsers bankier en oprichter van het Rode Kruis (overleden 1910)
- 1830 - Angelus August Eugeen Angillis, Belgisch notaris en archivaris (overleden 1870)
- 1848 - Cara-Ancha, Spaans torero (overleden 1925)
- 1856 - Pedro Lascuráin, Mexicaans advocaat en president (overleden 1952)
- 1863 - Carl Smulders, Nederlands/Belgisch componist en schrijver (overleden 1934)
- 1880 - Anna Sutorius, Nederlands kinderboekenschrijfster en tekstdichteres (overleden 1954)
- 1884 - Harry S. Truman, 33ste president van de Verenigde Staten (overleden 1972)
- 1885 - Charles Dullin, Frans acteur, producer en regisseur (overleden 1949)
- 1889 - Louis Van Hege, Belgisch voetballer (overleden 1975)
- 1892 - Adriaan Pelt, Nederlands journalist en diplomaat (overleden 1981)
- 1892 - Stanisław Sosabowski, Pools generaal (overleden 1967)
- 1895 - Helmer Mörner, Zweeds ruiter (overleden 1962)
- 1895 - Edmund Wilson, Amerikaans schrijver (overleden 1972)
- 1898 - Aloysius Stepinac, Kroatisch kardinaal-aartsbisschop van Zagreb (overleden 1960)
- 1899 - Friedrich Hayek, Oostenrijks econoom en politiek filosoof (overleden 1992)
- 1901 - Fik Abbing, Nederlands kunstschilder en illustrator (overleden 1955)
- 1901 - August Schmidhuber, Duits officier (overleden 1947)
- 1903 - Fernandel, Frans acteur (overleden 1971)
- 1906 - Roberto Rossellini, Italiaans filmregisseur (overleden 1977)
- 1909 - Lennart Bernadotte, prins van Zweden (overleden 2004)
- 1911 - Ben Blaisse, Nederlands schaatser (overleden 2006)
- 1911 - Wilhelm Friedrich de Gaay Fortman, Nederlands politicus (overleden 1997)
- 1911 - Robert Johnson, Amerikaans bluesmuzikant (overleden 1938)
- 1913 - Michel de Give, Belgisch theoloog (overleden 2020)
- 1916 - João Havelange, Braziliaans sporter en sportbestuurder (overleden 2016)
- 1917 - Lassi Parkkinen, Fins schaatser (overleden 1994)
- 1919 - Archie Baird, Schots voetballer (overleden 2009)
- 1919 - Lex Barker, Amerikaans acteur (overleden 1973)
- 1920 - Saul Bass, Amerikaans grafisch ontwerper (overleden 1996)
- 1920 - Roger Verhas, Belgisch atleet (overleden 1999)
- 1922 - Stephen Kim Sou-hwan, Koreaans kardinaal-aartsbisschop van Seoel (overleden 2009)
- 1923 - Maria Zamora, Nederlands zangeres (overleden 1996)
- 1924 - Gerda Weissmann Klein, Pools-Amerikaans schrijfster en mensenrechtenactiviste (overleden 2022)
- 1925 - André-Paul Duchâteau, Belgisch stripscenarioschrijver (overleden 2020)
- 1925 - Ali Hassan Mwinyi, Tanzaniaans politicus (overleden 2024)
- 1926 - David Attenborough, Brits filmmaker
- 1926 - Don Rickles, Amerikaans stand-upcomedian/acteur (overleden 2017)
- 1927 - László Paskai, Hongaars kardinaal-aartsbisschop van Esztergom-Boedapest (overleden 2015)
- 1927 - Henk van Ulsen, Nederlands acteur (overleden 2009)
- 1928 - Yoka Berretty, Nederlands actrice en zangeres (overleden 2015)
- 1928 - Manfred Gerlach, Duits politicus (overleden 2011)
- 1928 - Nora Nova, Bulgaars zangeres (overleden 2022)
- 1928 - Berend Schoep, Nederlands predikant (overleden 2007)
- 1930 - Heather Harper, Brits sopraan (overleden 2019)
- 1930 - Maria Sjoebina, Sovjet-Russisch kanovaarster (overleden 2025)
- 1930 - Gary Snyder, Amerikaans poëet
- 1932 - Yvonne Delcour (Yvonne Verschueren), Belgisch actrice (overleden 2024)
- 1932 - Edouard Vandezande, Belgisch atleet
- 1934 - Frits Vanden Boer, Belgisch voetballer (overleden 2012)
- 1935 - Jack Charlton, Engels voetballer en voetbaltrainer (overleden 2020)
- 1935 - Elisabeth van Denemarken, Deens prinses (overleden 2018)
- 1936 - Héctor Núñez, Uruguayaans voetballer en voetbalcoach (overleden 2011)
- 1938 - Jean Giraud, Frans striptekenaar (overleden 2012)
- 1938 - Corine Rottschäfer, Nederlands fotomodel en schoonheidskoningin (overleden 2020)
- 1939 - Paul Drayton, Amerikaans atleet (overleden 2010)
- 1939 - János Göröcs, Hongaars voetballer en voetbalcoach (overleden 2020)
- 1940 - Peter Benchley, Amerikaans schrijver (overleden 2006)
- 1940 - Ricky Nelson, Amerikaans zanger (overleden 1985)
- 1941 - James Mitchum, Amerikaans acteur
- 1942 - Michele Dancelli, Italiaans wielrenner
- 1942 - Terry Neill, Brits (Noord-Iers) voetballer en voetbaltrainer (overleden 2022)
- 1943 - Pat Barker, Brits schrijfster en historica
- 1943 - Jan Pieter Glerum, Nederlands veilingmeester en televisiepresentator (overleden 2013)
- 1943 - Jon Mark, Brits zanger, (bas)gitarist en percussionist (overleden 2021)
- 1943 - Danny Whitten, Amerikaans gitarist en songwriter (overleden 1972)
- 1944 - Maria Blaisse, Nederlands beeldend kunstenaar
- 1944 - Gary Glitter, Brits rockmuzikant
- 1945 - Arthur Docters van Leeuwen, Nederlands jurist en topambtenaar (overleden 2020)
- 1945 - Keith Jarrett, Amerikaans pianist
- 1946 - Ben Hendriks, Nederlands voetballer en voetbalcoach
- 1947 - Hans Cleuver, Nederlands drummer (overleden 2018)
- 1948 - Mirna van der Hoeven, Nederlands atlete
- 1949 - Bob De Richter, Belgisch weerman (overleden 2015)
- 1949 - Hugo Sotil, Peruviaans voetballer (overleden 2024)
- 1950 - Lepo Sumera, Estisch componist en politicus (overleden 2000)
- 1950 - Arkadi Tsjernetski, Russisch bestuurder; burgemeester van Jekaterinenburg
- 1950 - Guy Van Cauteren, Belgisch kok (overleden 2020)
- 1951 - Philip Bailey, Amerikaans zanger
- 1951 - Chris Frantz, Amerikaans drummer
- 1953 - Iwan Blijd, Surinaams judoka
- 1953 - Alex van Halen, Amerikaans rockmuzikant
- 1954 - David Keith, Amerikaans acteur, filmregisseur en -producent
- 1954 - Phil Wiggins, Amerikaans mondharmonicaspeler (overleden 2024)
- 1955 - Herman Grimme, Nederlands toetsenist, producer, arrangeur, zanger en songwriter
- 1955 - Meles Zenawi, Ethiopisch politicus en president (overleden 2012)
- 1956 - Hanny, Nederlands zangeres
- 1956 - Victor Pițurcă, Roemeens voetballer en voetbalcoach
- 1957 - Mieke Gijs (Mieke), Belgisch zangeres
- 1957 - Bernd Krauss, Oostenrijks voetballer en voetbalcoach
- 1957 - Marie Myriam, Frans zangeres
- 1957 - Vesa Pulliainen, Fins voetballer
- 1957 - Tiny Ruijs, Nederlands voetballer en voetbalcoach (overleden 2025)
- 1958 - Roddy Doyle, Iers schrijver
- 1958 - Simone Kleinsma, Nederlands actrice, musicalster en zangeres
- 1958 - Bruno Polius, Frans zanger
- 1959 - Benny Van Brabant, Belgisch wielrenner
- 1960 - Franco Baresi, Italiaans voetballer
- 1960 - Hamilton Cuvi, Ecuadoraans voetballer
- 1960 - Lars Gerner, Deens voetbalscheidsrechter
- 1961 - Silvia Fürst, Zwitsers mountainbikester
- 1961 - Gert Kruys, Nederlands voetballer en voetbaltrainer
- 1962 - Servaas Stoop, Nederlands bestuurder en politicus (SGP)
- 1963 - Michel Gondry, Frans scenarioschrijver en filmregisseur
- 1963 - Jan de Jonge, Nederlands voetballer en voetbaltrainer
- 1964 - Melissa Gilbert, Amerikaans actrice
- 1964 - Bobby Labonte, Amerikaans autocoureur
- 1966 - Olena Demjanenko, Oekraïens filmregisseur, filmproducent en scenarioschrijver
- 1966 - Bruno Gudelj, Kroatisch handballer
- 1967 - Dave Randall, Amerikaans tennisser
- 1968 - Omar Camporese, Italiaans tennisser
- 1968 - Ivan Mikulić, Kroatisch zanger
- 1968 - Zhaoqin Peng, Nederlands schaakster
- 1969 - Jelena Timina, Russisch-Nederlands tafeltennisster
- 1970 - Luis Enrique, Spaans voetballer en voetbaltrainer
- 1970 - Naomi Klein, Canadees journaliste, activiste en publiciste
- 1971 - David Desy, Belgisch basketballer en basketbalcoach
- 1972 - Darren Hayes, Australisch singer-songwriter
- 1973 - Hiromu Arakawa, Japans striptekenaar
- 1973 - Jesús Arellano, Mexicaans voetballer
- 1974 - Raphaël Jacquelin, Frans golfer
- 1974 - Jon Tickle, Brits televisiepresentator
- 1975 - Yuri Cornelisse, Nederlands voetballer
- 1975 - Enrique Iglesias, Spaans zanger
- 1975 - Ruben Nicolai, Nederlands cabaretier en televisiepresentator
- 1976 - Elvira Becks, Nederlands turnster
- 1977 - Johann Vogel, Zwitsers voetballer
- 1978 - Hilde De Baerdemaeker, Belgisch actrice
- 1978 - Marjan Duchesne, Belgisch presentatrice
- 1978 - Lúcio, Braziliaans voetballer
- 1978 - Josie Maran, Amerikaans actrice en model
- 1979 - Joost Broerse, Nederlands voetballer
- 1979 - Yuri Rose, Nederlands voetballer
- 1980 - David Grondin, Frans voetballer
- 1980 - David Loosli, Zwitsers wielrenner
- 1981 - Stephen Amell, Canadees acteur
- 1981 - Andrea Barzagli, Italiaans voetballer
- 1981 - Jan Eichhorn, Duits rodelaar
- 1982 - Grégory Guilvert, Frans autocoureur
- 1982 - Uğur Yıldırım, Turks-Nederlands voetballer
- 1983 - Bruno Echagaray, Mexicaans tennisser
- 1983 - Bershawn Jackson, Amerikaans atleet
- 1985 - Darrell Britt-Gibson, Amerikaans acteur
- 1985 - Mārtiņš Pļaviņš, Lets beachvolleyballer
- 1985 - Nikkie Plessen, Nederlands actrice
- 1986 - Mathías Corujo, Uruguayaans voetballer
- 1986 - Alex Deibold, Amerikaans snowboarder
- 1986 - Galen Rupp, Amerikaans atleet
- 1987 - Arsen Dzjoelfalakjan, Armeens worstelaar
- 1988 - Maicon Pereira de Oliveira, Braziliaans voetballer (overleden 2014)
- 1989 - Katy B, Brits zangeres
- 1989 - Roy Hoornweg, Nederlands atleet
- 1989 - Koshiki Kinoshita, Japans muzikant
- 1990 - Joos Berry, Zwitsers freestyleskiër
- 1990 - Henk Jaap Moorlag, Nederlands mountainbiker
- 1990 - Dirk Uittenbogaard, Nederlands roeier
- 1990 - Anastasia Zoejeva, Russisch zwemster
- 1991 - Valentijn Lietmeijer, Nederlands basketballer
- 1991 - Jorik Prins, Nederlands acteur
- 1991 - Laurens Vanthoor, Belgisch autocoureur
- 1992 - Noah Bowman, Canadees freestyleskiër
- 1992 - Bralon Taplin, Grenadiaans atleet
- 1992 - Sanne Timmerman, Nederlands rolstoelbasketbalster
- 1992 - Thomas van der Vlugt, Nederlands online persoonlijkheid, zanger, dj, youtuber en presentator
- 1993 - Rick Mackenbach, Nederlands zanger en (musical)acteur
- 1994 - Ajeé Wilson, Amerikaans atlete
- 1995 - Diego Poyet, Engels-Uruguayaans voetballer
- 1995 - Rai Vloet, Nederlands voetballer
- 1996 - 6ix9ine (Daniel Hernandez), Amerikaans rapper
- 2000 - Femke Verschueren, Belgisch zangeres
- 2001 - Lisanne Dik, Nederlands voetbalster
- 2001 - Tord Gudmestad, Noors wielrenner
- 2001 - Jordyn Huitema, Canadees voetbalster
- 2002 - Siebe Deweirdt, Belgisch wielrenner
- 2002 - Sivert Mannsverk, Noors voetballer
- 2003 - Moulay Hassan, Marokkaans prins
- 2005 - Oliver Bearman, Brits autocoureur
- 2005 - Roos de Haas, Nederlands voetbalster
- 2005 - Eliezer Mayenda, Spaans-Frans voetballer
- 2006 - Joeri Heerkens, Nederlands-Tsjechisch voetballer

## Overleden
- 535 - Johannes II, paus van Rome

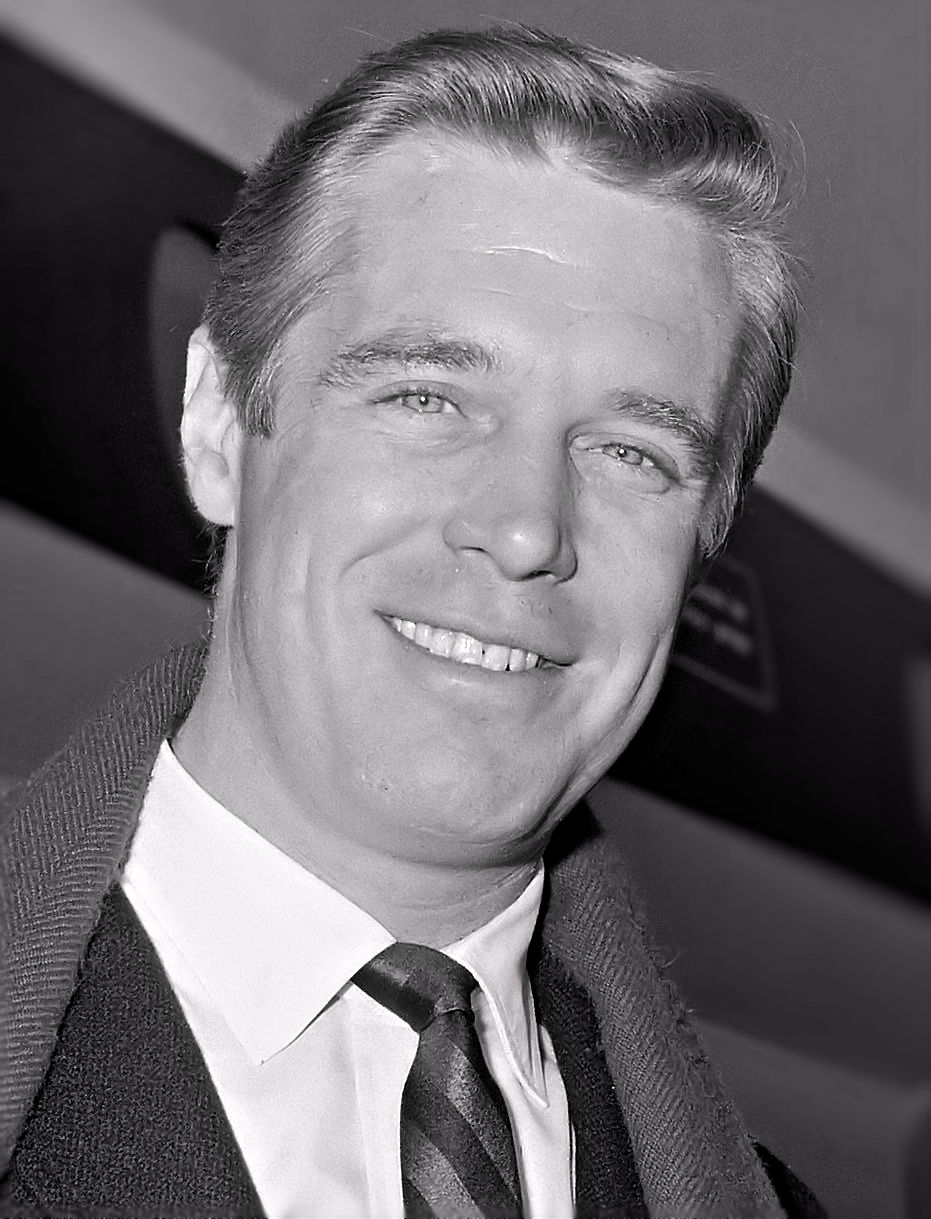
George Peppard
overleden in 1994

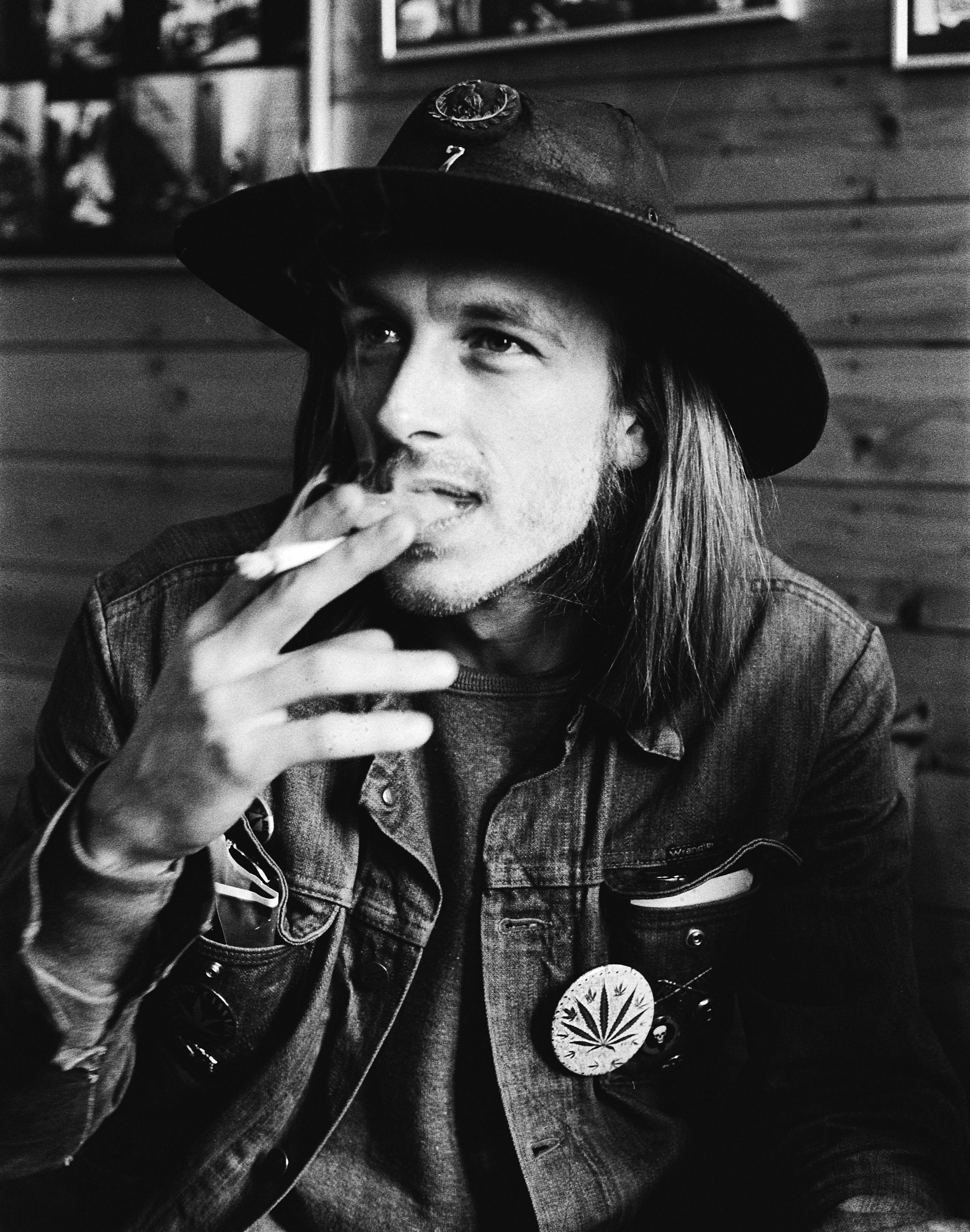
Koos Zwart
overleden in 2014

- 685 - Benedictus II, paus van Rome
- 1192 - Ottokar IV van Stiermarken (29)
- 1319 - Haakon V Magnusson (49), koning van Noorwegen
- 1794 - Antoine Lavoisier (50), Frans scheikundige, botanicus, astronoom en wiskundige
- 1818 - Franz Ignaz Kaa (78), Duits componist
- 1829 - Mauro Giuliani (47), Italiaans gitarist, cellist, zanger en componist
- 1853 - Jan Roothaan (67), Nederlands generaal-overste van de Sociëteit van Jezus
- 1873 - John Stuart Mill (66), Brits filosoof
- 1880 - Gustave Flaubert (58), Frans schrijver
- 1890 - Herman Schultz (66), Zweeds astronoom
- 1891 - Helena Blavatsky (59), Amerikaans occultiste en publiciste
- 1891 - Alexander Keyserling (75), Lets geoloog en paleontoloog
- 1903 - Paul Gauguin (54), Frans impressionistisch kunstschilder
- 1928 - Higinio Benitez, (77) rechter en revolutionair
- 1936 - Paul Spaak (64), Belgisch advocaat, literatuurhistoricus, dichter en toneelschrijver
- 1936 - Oswald Spengler (55), Duits geschiedfilosoof en historicus
- 1947 - Jan Kan (73), Nederlands politicus en voetballer
- 1952 - William Fox (73), Amerikaans ondernemer
- 1957 - Jan Sluijters, (75) Nederlands kunstschilder
- 1965 - José Caancan, (87) Filipijns beeldhouwer en houtsnijder
- 1968 - George Hay (72), Amerikaans journalist en radio-omroeper
- 1972 - Shinsui Itō (74), Japans kunstschilder en prentkunstenaar
- 1975 - Avery Brundage (87), Amerikaans atleet en sportbestuurder
- 1975 - Juan Evaristo (72), Argentijns voetballer
- 1980 - Farrokhroo Parsa (58), Iraans arts en politicus
- 1982 - Gilles Villeneuve (32), Canadees autocoureur
- 1983 - John Fante (74), Amerikaans auteur
- 1984 - Gino Bianco (67), Braziliaans autocoureur
- 1984 - Armando Del Debbio (79), Braziliaans voetballer
- 1985 - Theodore Sturgeon (67), Amerikaans schrijver
- 1988 - Robert Heinlein (80), Amerikaans sciencefiction-schrijver
- 1990 - Luigi Nono (66), Italiaans componist
- 1990 - Edsard Schlingemann (23), Nederlands zwemmer
- 1992 - Sergej Obraztsov (90), Russisch poppenspeler
- 1994 - George Peppard (65), Amerikaans acteur
- 1999 - Dirk Bogarde (78), Brits acteur en auteur
- 1999 - Guy-Philippe Luypaerts (68), Belgisch componist, dirigent en pianist
- 1999 - Dana Plato (34), Amerikaans actrice
- 2005 - Wolfgang Blochwitz (64), Oost-Duits voetballer
- 2008 - Willem Brakman (85), Nederlands auteur
- 2008 - Pearl Perlmuter (92), Amerikaans-Nederlands beeldhouwster
- 2008 - François Sterchele (26), Belgisch voetballer
- 2009 - Fons Brydenbach (54), Belgisch atleet
- 2010 - Peer Schmidt (84), Duits acteur
- 2010 - Roland Tack (60), Belgisch advocaat en rechter
- 2011 - Lionel Rose (62), Australisch bokser
- 2012 - Walter Roderer (91), Zwitsers acteur
- 2012 - Maurice Sendak (83), Amerikaans kinderboekenschrijver
- 2012 - Roman Totenberg (101), Pools-Amerikaans violist
- 2012 - Jan van der Velden (71), Nederlands voetballer
- 2013 - Jeanne Cooper (84), Amerikaans actrice
- 2013 - Bryan Forbes (86), Brits filmregisseur, scenarioschrijver, romanschrijver en acteur
- 2013 - Mart van de Ven (79), Nederlands burgemeester
- 2013 - Ernie Winchester (68), Schots voetballer
- 2014 - Alfons Danckaerts (88), Belgisch atleet
- 2014 - Yago Lamela (36), Spaans atleet
- 2014 - Koos Zwart (66), Nederlands cannabisactivist
- 2015 - Ton Hartsuiker (81), Nederlands pianist, radiomaker en muziekpedagoog
- 2015 - Menashe Kadishman (82), Israëlisch beeldhouwer, tekenaar en schilder
- 2016 - Tom Apostol (92), Amerikaans wiskundige
- 2016 - Wolfgang Patzke (57), Duits voetballer
- 2016 - William Schallert (93), Amerikaans acteur
- 2017 - Cécile DeWitt-Morette (94), Frans natuurkundige
- 2017 - Allan Meltzer (89), Amerikaans econoom
- 2017 - Suzanne Steigenga-Kouwe (96), Nederlands politica
- 2019 - Hans Jansen (87), Nederlands theoloog en historicus
- 2020 - Mark Barkan (85), Amerikaans songwriter
- 2020 - Clifton Giersthove (47), Nederlands zanger
- 2020 - Roy Horn (75), Duits-Amerikaans goochelaar
- 2020 - Waldemar Otto (91), Duits beeldhouwer
- 2020 - Iepe Rubingh (45), Nederlands kunstenaar
- 2021 - Helmut Jahn (81), Duits-Amerikaans architect
- 2021 - Theodoros Katsanevas (74), Grieks politicus
- 2021 - Maharaj Krishan Kaushik (66), Indiaas hockeyspeler
- 2021 - Ravinder Pal Singh (60), Indiaas hockeyspeler
- 2022 - André Arthur (78), Canadees politicus en radiopresentator
- 2022 - Maria Goesakova (91), Russisch langlaufster
- 2022 - Gerard Klaasen (70), Nederlands journalist
- 2023 - Jos Bergenhenegouwen (67), Nederlands voice-over en stemacteur
- 2023 - Kemal Derviş (74), Turks econoom, politicus en bestuurder
- 2023 - Pema Tseden (53), Chinees filmregisseur en scenarioschrijver
- 2024 - John Barbata (79), Amerikaans drummer
- 2024 - Ramón Fonseca Mora (71), Panamees zakenman en advocaat
- 2025 -Milou Dekker (33), Nederlands basketbalster
- 2025 - Alphonso Lingis (91), Amerikaans filosoof
- 2025 - David Souter (85), Amerikaans jurist
- 2025 - Johan Steevens (55), Nederlands muzikant

## Viering/herdenking

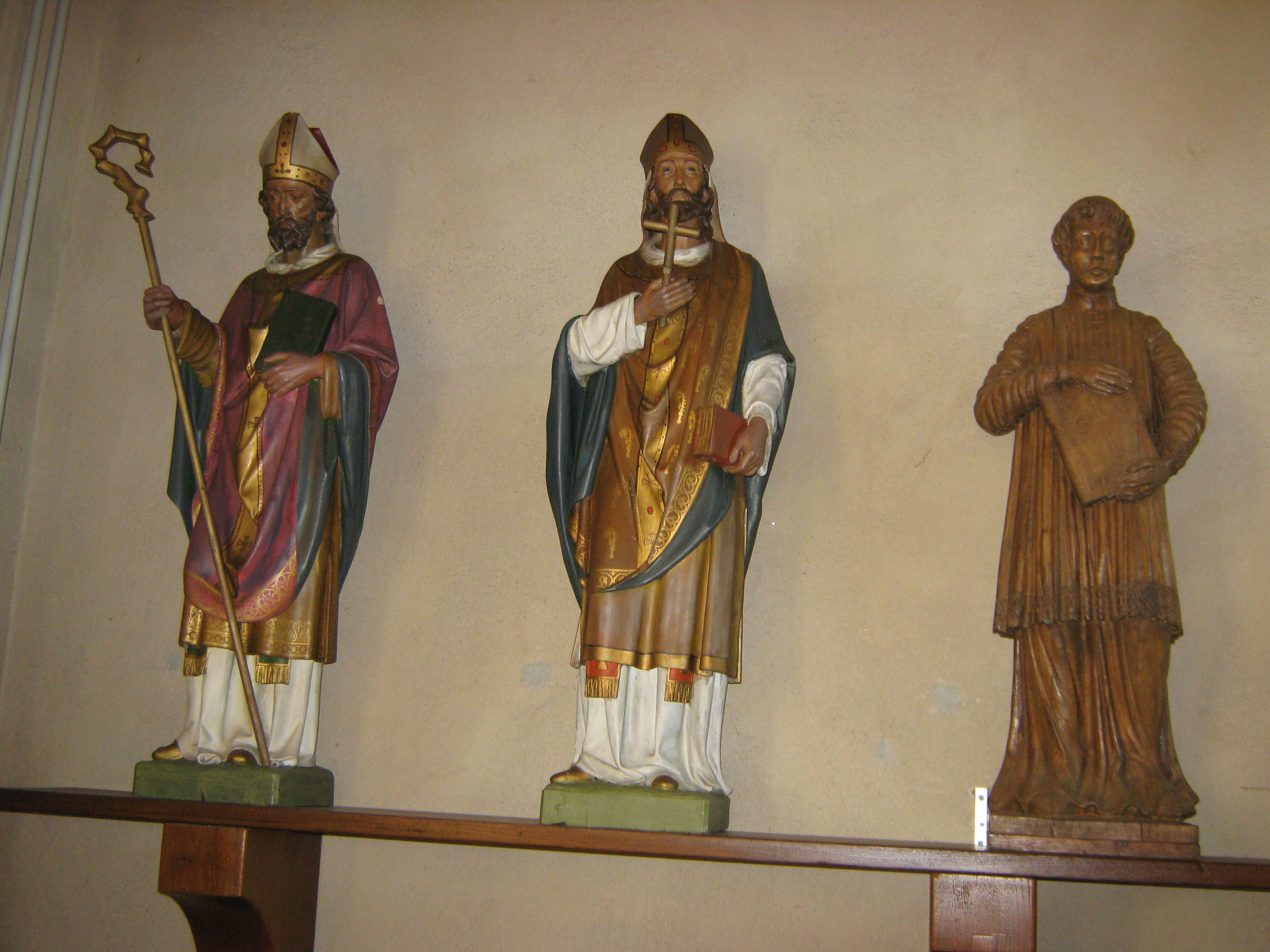
Heiligen Wiro, Plechelmus en Otger

- Nationale dag van de Wandelmeester
- Bevrijdingsdag in veel Europese landen - V-Dag - 8 mei (België)
- Irisfeest, feest van het Brussels Hoofdstedelijk Gewest
- Rooms-katholieke kalender:
  - Heilige Macharius van Gent († 1012) - overbrengen van de relieken, Vrije Gedachtenis (in Bisdom Gent)
  - Heiligen Wiro, Plechelmus en Otger († 8e eeuw) - Gedachtenis (in Bisdom Roermond)
  - Heilige Victor (de Moor) van Milaan († c. 303)
  - Heilige Desideratus van Bourges († c. 550)
  - Heilige Ida van Nijvel († 652)
  - Heilige Paus Benedictus II († 685)
  - Heilige Paus Bonifatius IV († 615)
  - Zalige 19 Martelaren van Algerije: Pierre Claverie († 1996), Charles Deckers († 1994) - Vrije Gedachtenis (in Bisdom Antwerpen)
  - Zalige Clara van het arme Kind Jezus - Gedachtenis (in Bisdom Roermond) († 1894)
  - Zalige Ulrika Nisch († 1913)
  - Dienaar Gods Jan Roothaan († 1853)
  - Verschijning van aartsengel Michaël op de Monte Gargano († 492)
  - Bisdom Rotterdam: verjaardag wijding kathedraal (1922) - Feest (Rotterdam)

## Weerextremen

### Nederland
| | Officiële records | Officiële records | Officiële records |      | Landelijke records | Landelijke records | Landelijke records                          |
| Gebeurtenis | Jaar              | Extreem           | Locatie           | Jaar | Extreem            | Locatie            |                                             |
| --- | ----------------- | ----------------- | ----------------- | ---- | ------------------ | ------------------ | ------------------------------------------- |
| Laagste etmaalgemiddelde temperatuur (°C) | 1957              | 5,1               | De Bilt           |      | 1957               | 4,0                | Leeuwarden                                  |
| Hoogste etmaalgemiddelde temperatuur (°C) | 1976              | 22,0              | De Bilt           |      | 1976               | 22,8               | Deelen                                      |
| Laagste minimumtemperatuur (°C) | 1957              | −2,6              | De Bilt           |      | 1957               | −3,7               | Deelen                                      |
| Hoogste minimumtemperatuur (°C) | 2011              | 15,8              | De Bilt           |      | 2011               | 17,2               | Arcen                                       |
| Laagste maximumtemperatuur (°C) | 1951              | 9,4               | De Bilt           |      | 1926               | 6,8                | Eelde                                       |
| Hoogste maximumtemperatuur (°C) | 1976              | 29,5              | De Bilt           |      | 1976               | 31,4               | Volkel                                      |
| Hoogste uurgemiddelde windsnelheid (m/s) | 1943              | 15,9              | De Bilt           |      | 1943               | 19,0               | Vlissingen                                  |
| Hoogste windstoot (m/s) | 1961              | 19,5              | De Bilt           |      | 2009               | 26,0               | Houtribdijk                                 |
| Langste zonneschijnduur (uur) | 2016, 2018, 2022  | 14,2              | De Bilt           |      | 2008 2016 2018     | 14,5               | Leeuwarden, Soesterberg Volkel Nieuw Beerta |
| Langste neerslagduur (uur) | 2014              | 10,1              | De Bilt           |      | 2014               | 16,6               | Hoogeveen                                   |
| Hoogste etmaalsom van de neerslag (mm) | 1934              | 16,5              | De Bilt           |      | 2000               | 29,1               | Maastricht                                  |
| Laagste etmaalgemiddelde relatieve vochtigheid (%) | 1909, 1927, 2016  | 46                | De Bilt           |      | 2011               | 34                 | Arcen                                       |
| Laagste uurwaarde luchtdruk op zeeniveau (hPa) | 1943              | 986,7             | De Bilt           |      | 1943               | 983,2              | De Kooy                                     |
| Hoogste uurwaarde luchtdruk op zeeniveau (hPa) | 1922              | 1033,4            | De Bilt           |      | 1922               | 1033,6             | Maastricht                                  |
| Officiële records worden altijd gemeten op het KNMI-weerstation in De Bilt. Landelijke records kunnen worden gemeten op elk officieel KNMI-weerstation in Nederland. |                   |                   |                   |      |                    |                    |                                             |

Uitzonderlijke gebeurtenissen
- 1963 - Eerste officiële warme dag van het jaar (maximumtemperatuur ≥ 20 °C in De Bilt)
- 2024 - Officieel hoogste uurwaarde luchtdruk op zeeniveau in hPa van mei dit jaar gemeten in De Bilt: 1029,3 (voorlopig)
- 2024 - Landelijk hoogste uurwaarde luchtdruk op zeeniveau in hPa van mei dit jaar gemeten in Vlieland, Vlissingen en Voorschoten: 1029,6 (voorlopig)

### België
Dagrecords
- 1957 - Laagste etmaalgemiddelde temperatuur 4,7 °C
- 1976 - Hoogste etmaalgemiddelde temperatuur 21,9 °C
- 1944 - Laagste minimumtemperatuur −2,2 °C.[10] Dit is de laagste minimumtemperatuur ooit in de maand mei.
- 1976 - Hoogste maximumtemperatuur 27,2 °C
- 1923 - Hoogste etmaalsom van de neerslag 28,1 mm

Uitzonderlijke gebeurtenissen
- 1943 - In Ukkel wordt het niet warmer dan –2,2°C.

<< · 1 · 2 · 3 · 4 · 5 · 6 · 7 · 8 · 9 · 10 · 11 · 12 · 13 · 14 · 15 · 16 · 17 · 18 · 19 · 20 · 21 · 22 · 23 · 24 · 25 · 26 · 27 · 28 · 29 · 30 · 31 · >>